# Assar Duregård
Assar Duregård, född Persson den 14 maj 1918, död 1998, en svensk friidrottare (höjdhopp). Han tävlade för Ulricehamns IF (fram till och med 1938), Blidsbergs IK (1939-1940), IF Elfsborg (1941) och sedan för Skara IF. Han utsågs 1946 till Stor Grabb nummer 106 i friidrott.